# Talcy (Irkutská oblast)
Talcy (rusky Тальцы) je osada v Irkutském rajónu Irkutské oblasti Ruské federace, asi 100 km severně od mongolských hranic. Spadá do Bolšerečinského samosprávného celku.

## Geografie a doprava
Leží 42 km jihovýchodně od Irkutska na pravém břehu řeky Angary, 20 km od výtoku Angary z Bajkalského jezera.

## Muzeum
Leží zde Irkutské architekturně-etnografické muzeum Talcy, pobočka Irkutského státního sjednoceného muzea. Muzeum se rozkládá na ploše 67 ha, založeno bylo roku 1969, otevřeno roku 1980. Muzeum se soustřeďuje na zachování a rekonstrukci dřevěných staveb městeček a vesnic Irkutské oblasti zatopených při výstavbě vodních elektráren na Angaře v druhé polovině 20. století.